# Polizia municipale (Francia)
Il termine polizia municipale (in francese: Police municipale) designa, in Francia, i poteri di polizia dei sindaci, delle città e di tutti i funzionari che sono sotto la sua autorità, titolari dello status speciale derivante dalla legge del 15 aprile 1999. Questi funzionari sono in particolare incaricati dal sindaco, sotto il controllo amministrativo del rappresentante dello Stato presso il dipartimento, di assicurare le funzioni di polizia municipale, di polizia rurale e l'esecuzione degli atti dello Stato, i quali sono relativi al territorio del comune (commune).

## Organizzazione

Tutti i comuni francesi che hanno un servizio di polizia municipale

Con un totale di circa 20 000 membri, la polizia municipale costituisce, dopo la Police nationale e la Gendarmerie nationale, numericamente il terzo gruppo più numeroso di poliziotti in Francia. Il numero degli agenti varia da 0 a diverse centinaia, a seconda del comune. A livello comunale, i membri della Polizia municipale sono integrati dalle Gardes champêtres, la cui area di responsabilità si trova principalmente al di fuori dei centri abitati, e dagli Agents de surveillance de la voie publique (ASVP), che determinano le violazioni sulla sosta.

## Attività

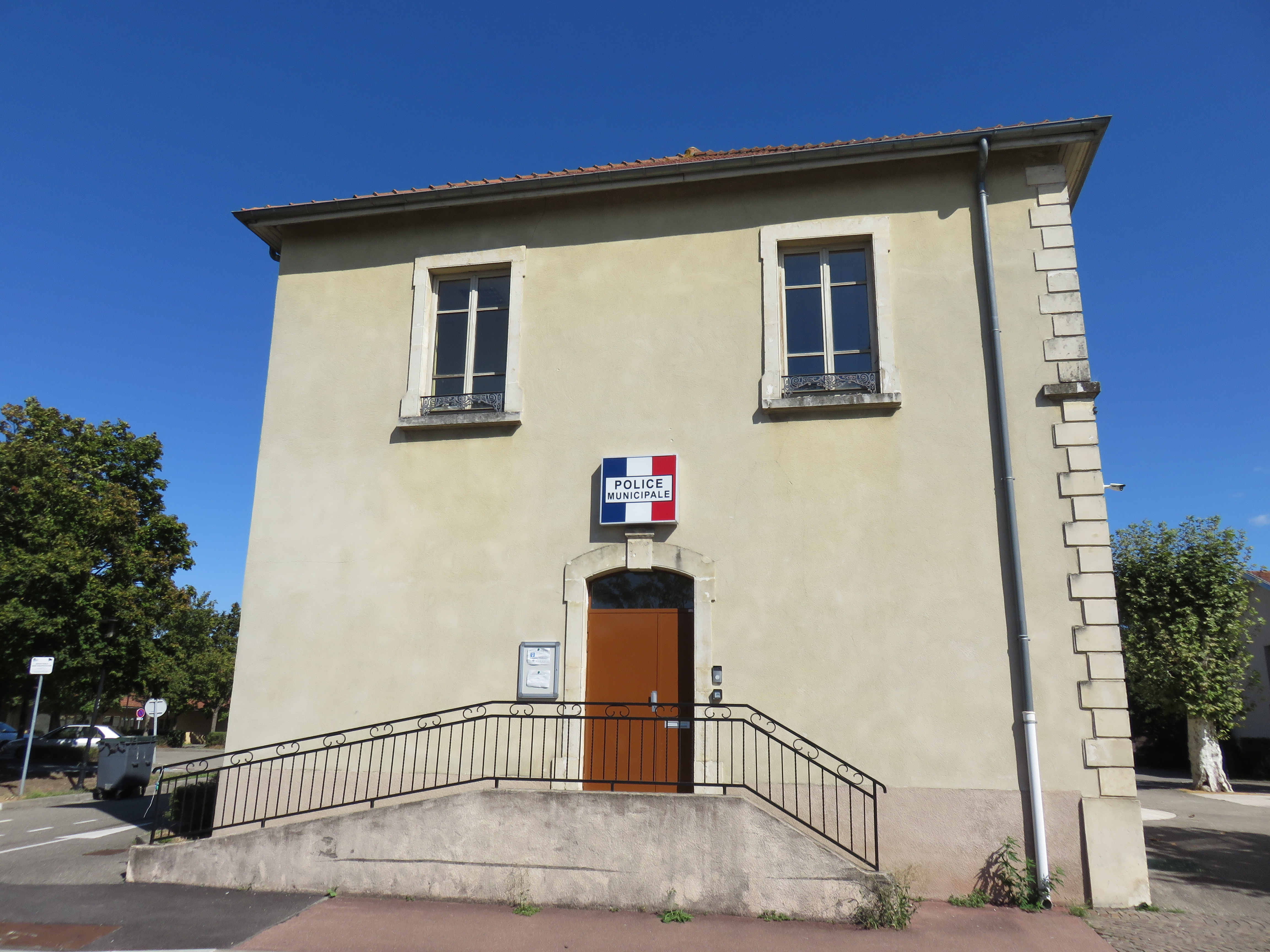
Edificio della polizia comunale a Saint-Bonnet-de-Mure

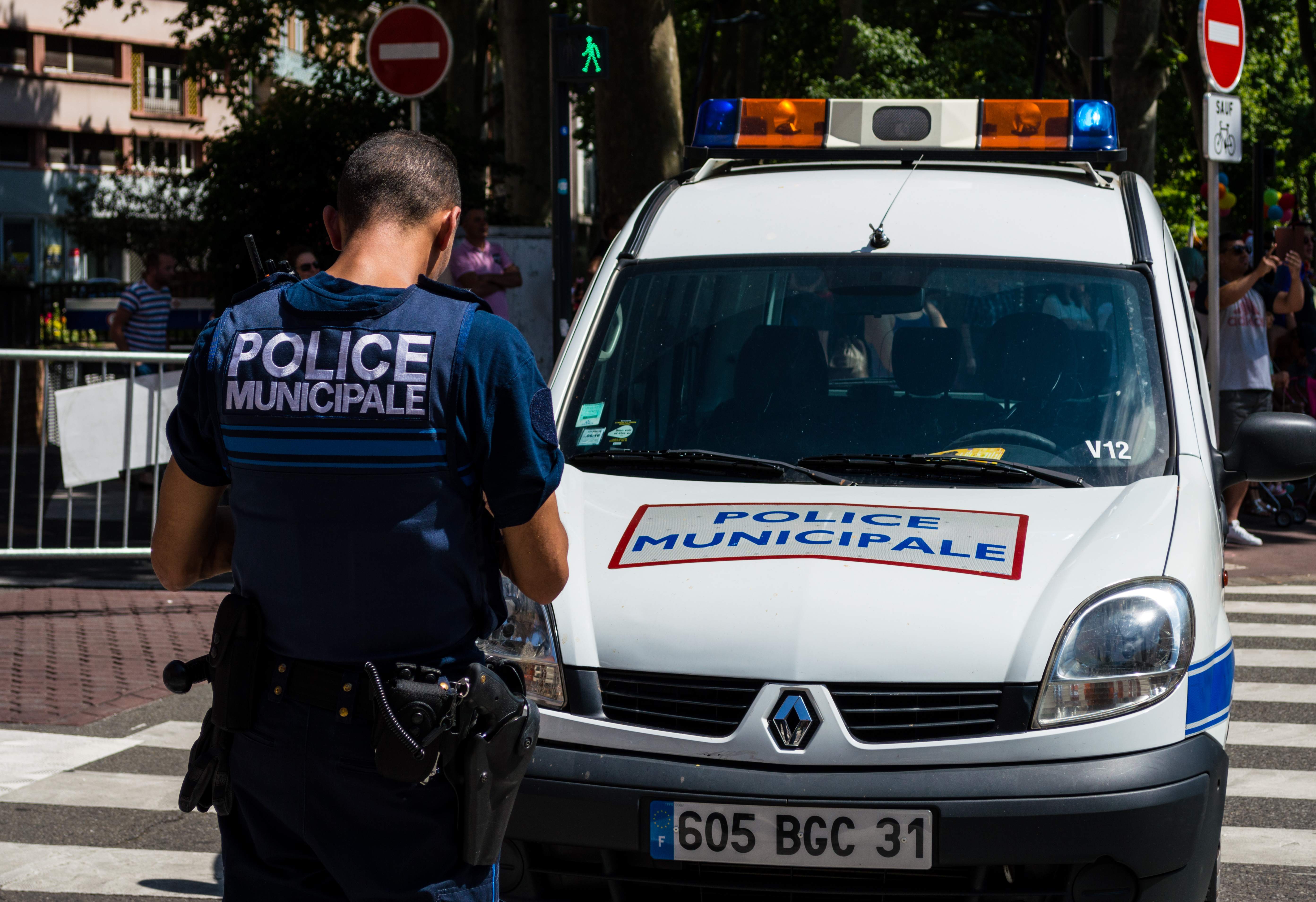
Agente della polizia municipale di Tolosa

L'area di competenza della polizia municipale è suddivisa in due aree principali:
Da un lato, su indicazione del sindaco, gli agenti di Polizia Municipale svolgono compiti di esecuzione delle misure di polizia da lui ordinate. Questa area di responsabilità, nota come polizia amministrativa, corrisponde grosso modo a quella di un ufficio dell'ordine pubblico tedesco o di un servizio di sicurezza municipale. Le aree di competenza in questo settore comprendono misure edilizie e di polizia antincendio, la regolamentazione della circolazione stradale stazionaria e in parte in movimento, la protezione dei minori, la protezione dell'ambiente e del rumore, i divieti di montaggio, i servizi funebri e in parte la supervisione del commercio. Inoltre, se sussiste un pericolo immediato per l'incolumità delle persone, il sindaco può richiedere un ricovero non volontario a persone mentalmente sospettose o disturbate.
I prefetti sono responsabili della supervisione delle misure di polizia dei sindaci. Nell'area di competenza della Prefettura di polizia di Parigi, si applicano norme speciali ai poteri dei sindaci. La Polizia municipale della a città di Parigi è in funzione dal 18 aprile 2021.
Il secondo ambito essenziale di responsabilità della polizia municipale è l'assistenza amministrativa per le autorità inquirenti della Police nationale e della Gendarmerie, nell'ambito dell'area della polizia giudiziaria.
I membri della polizia municipale, per lo svolgimento delle loro funzioni, hanno determinati poteri di polizia giudiziaria. Ai sensi dell'articolo 21 del codice di procedura penale, i compiti della polizia municipale includono:
- sicurezza, protezione e ordine pubblico;[2]
- corretta applicazione dello statuto;
- monitoraggio e regolazione della circolazione stradale e registrazione delle violazioni del Codice stradale;[3]
- screening di routine per reati di alcol;[3]
- mantenimento della legge 78-6 del codice di procedura penale;
- assistenza ai cittadini del comune;
- leggi sulla pianificazione urbana;
- denuncia di reati sui quali non hanno giurisdizione.

La polizia municipale può eseguire arresti come parte dei suoi atti e deve consegnare qualsiasi autore a un ufficiale della polizia nazionale o della gendarmeria nazionale.

## Gradi e insegne di grado
Esistono regolamenti uniformi e precisi a livello nazionale per le uniformi. L'uniforme deve essere mantenuta in alcune tonalità di blu con una dominante blu scuro. La dicitura “Police municipale” deve comparire in alcuni punti, anche sul petto e sul dorso, con caratteri di dimensione fissa. C'è un distintivo del braccio sulla manica in alto a sinistra. Questo contiene le parole "Police municipale", un tricolore blu-bianco-rosso, a scelta con foglie di quercia e alloro, e le lettere "RF" per "République française". Il Comune può decidere di apporre lo stemma della città sulla manica in alto a destra.
I distintivi di grado sono:
- Ufficiali di polizia municipale, classe C:
  -  Gardien-brigadier stagiaire
  -  Gardien-brigadier
  -  Brigadier (name of Gardien-brigadier dopo 4 anni di servizio)
  -  Brigadier-chef principal
- Ufficiali di polizia municipale, classe B:
  -  Chef de service
  -  Chef de service principal de 2e classe
  -  Chef de service principal de 1e classe
- Ufficiali di polizia municipale, classe A:
  -  Directeur de police municipale or Directeur principal de police municipale

Fonte: